# تادئوش کالینوفسکی
تادئوش کالینوفسکی (لهستانی: Tadeusz Kalinowski؛ ۱ ژوئن ۱۹۱۵ – ۲۲ اوت ۱۹۶۹) بازیگر اهل لهستان بود.
از فیلم‌های او می‌توان به پنج، بوکسور، قماری بالاتر از زندگی، چهار تانکچی و یک سگ و همه‌چیز برای فروش اشاره کرد.